# Selaginella douglasii
Selaginella douglasii es una especie de Lycophyta, parecida bastante a un musgo pero, siendo una traqueófita, tiene un sistema vascular y, por consiguiente, raíz, tallo y hojas verdaderas.  En el ápice de algunas ramas se desarrollan hojas imbricadas, algo más pequeñas que las hojas comunes.
En su cara interna se forman cápsulas productoras, cada una de las cuales produce un tipo determinado de esporos (esporangios). Hay dos clases de esporangios, esporos (pequeños o grandes). Como en los musgos, la meiosis tiene lugar durante la formación de los esporos; estos, por lo tanto, son haploides.
El género Selaginella (subfilo Lycopsida) está representado por plantas pequeñas que suelen encontrarse en los pastos; también suelen crecer como malezas en los invernáculos.
- Datos: Q5861616
- Multimedia: Selaginella douglasii / Q5861616
- Especies: Selaginella douglasii